# Liste der Kulturdenkmale in Berlin-Hermsdorf

Lage von Hermsdorf in Berlin

In der Liste der Kulturdenkmale von Hermsdorf sind die Kulturdenkmale des Berliner Ortsteils Hermsdorf im Bezirk Reinickendorf aufgeführt.

## Denkmalbereiche (Ensembles)
| Nr.      | Lage                                                                                   | Offizielle Bezeichnung | Beschreibung                                                                                                 | Bild                                |
| -------- | -------------------------------------------------------------------------------------- | --- | --- | ----------------------------------- |
| 09011689 | Alt-Hermsdorf 1–4, 8/10, 11, 27–30, 35–39 Almutstraße Berliner Straße 14, 19–20 (Lage) | Ortskern Hermsdorf mit Dorfanger und Straße Alt-Hermsdorf Baudenkmale siehe: Almutstraße Alt-Hermsdorf 2–3; 8; 10; 11; 27; 35; 39 | Weitere Bestandteile des Ensembles:                                                                          | Weitere Bestandteile des Ensembles: |
| 09011689 | Alt-Hermsdorf 1–4, 8/10, 11, 27–30, 35–39 Almutstraße Berliner Straße 14, 19–20 (Lage) | Ortskern Hermsdorf mit Dorfanger und Straße Alt-Hermsdorf Baudenkmale siehe: Almutstraße Alt-Hermsdorf 2–3; 8; 10; 11; 27; 35; 39 | 09011690 – Alt-Hermsdorf 1, Büdnerwohnhaus, 1. Hälfte 19. Jh.                                                |                                     |
| 09011689 | Alt-Hermsdorf 1–4, 8/10, 11, 27–30, 35–39 Almutstraße Berliner Straße 14, 19–20 (Lage) | Ortskern Hermsdorf mit Dorfanger und Straße Alt-Hermsdorf Baudenkmale siehe: Almutstraße Alt-Hermsdorf 2–3; 8; 10; 11; 27; 35; 39 | Stall (Wohnhaus)                                                                                             |                                     |
| 09011689 | Alt-Hermsdorf 1–4, 8/10, 11, 27–30, 35–39 Almutstraße Berliner Straße 14, 19–20 (Lage) | Ortskern Hermsdorf mit Dorfanger und Straße Alt-Hermsdorf Baudenkmale siehe: Almutstraße Alt-Hermsdorf 2–3; 8; 10; 11; 27; 35; 39 | 09011692 – Alt-Hermsdorf 4, Büdnerwohnhaus, 1. Hälfte 19. Jh.                                                |                                     |
| 09011689 | Alt-Hermsdorf 1–4, 8/10, 11, 27–30, 35–39 Almutstraße Berliner Straße 14, 19–20 (Lage) | Ortskern Hermsdorf mit Dorfanger und Straße Alt-Hermsdorf Baudenkmale siehe: Almutstraße Alt-Hermsdorf 2–3; 8; 10; 11; 27; 35; 39 | Stall, Ende 19. Jh.                                                                                          |                                     |
| 09011689 | Alt-Hermsdorf 1–4, 8/10, 11, 27–30, 35–39 Almutstraße Berliner Straße 14, 19–20 (Lage) | Ortskern Hermsdorf mit Dorfanger und Straße Alt-Hermsdorf Baudenkmale siehe: Almutstraße Alt-Hermsdorf 2–3; 8; 10; 11; 27; 35; 39 | 09011697 – Alt-Hermsdorf 28, Mietshaus mit Vorgarteneinfriedung, 1908 von W. Müller                          |                                     |
| 09011689 | Alt-Hermsdorf 1–4, 8/10, 11, 27–30, 35–39 Almutstraße Berliner Straße 14, 19–20 (Lage) | Ortskern Hermsdorf mit Dorfanger und Straße Alt-Hermsdorf Baudenkmale siehe: Almutstraße Alt-Hermsdorf 2–3; 8; 10; 11; 27; 35; 39 | 09011698 – Alt-Hermsdorf 29, Wohnhaus mit Vorgarteneinfriedung, 18. Jh.                                      |                                     |
| 09011689 | Alt-Hermsdorf 1–4, 8/10, 11, 27–30, 35–39 Almutstraße Berliner Straße 14, 19–20 (Lage) | Ortskern Hermsdorf mit Dorfanger und Straße Alt-Hermsdorf Baudenkmale siehe: Almutstraße Alt-Hermsdorf 2–3; 8; 10; 11; 27; 35; 39 | 09011699 – Alt-Hermsdorf 30, Wohngebäude, 1888–1891 von F. Malingriaux                                       |                                     |
| 09011689 | Alt-Hermsdorf 1–4, 8/10, 11, 27–30, 35–39 Almutstraße Berliner Straße 14, 19–20 (Lage) | Ortskern Hermsdorf mit Dorfanger und Straße Alt-Hermsdorf Baudenkmale siehe: Almutstraße Alt-Hermsdorf 2–3; 8; 10; 11; 27; 35; 39 | Werkstättengebäude, 1888–1891 von F. Malingriaux                                                             |                                     |
| 09011689 | Alt-Hermsdorf 1–4, 8/10, 11, 27–30, 35–39 Almutstraße Berliner Straße 14, 19–20 (Lage) | Ortskern Hermsdorf mit Dorfanger und Straße Alt-Hermsdorf Baudenkmale siehe: Almutstraße Alt-Hermsdorf 2–3; 8; 10; 11; 27; 35; 39 | 09011701 – Alt-Hermsdorf 36, Gemeindehaus Hermsdorf, 1. Hälfte 19. Jh., 1907 Aufstockung von Gustav Hoffmann |                                     |
| 09011689 | Alt-Hermsdorf 1–4, 8/10, 11, 27–30, 35–39 Almutstraße Berliner Straße 14, 19–20 (Lage) | Ortskern Hermsdorf mit Dorfanger und Straße Alt-Hermsdorf Baudenkmale siehe: Almutstraße Alt-Hermsdorf 2–3; 8; 10; 11; 27; 35; 39 | 09011702 – Alt-Hermsdorf 37, Wohnhaus, Mitte 19. Jh.                                                         |                                     |
| 09011689 | Alt-Hermsdorf 1–4, 8/10, 11, 27–30, 35–39 Almutstraße Berliner Straße 14, 19–20 (Lage) | Ortskern Hermsdorf mit Dorfanger und Straße Alt-Hermsdorf Baudenkmale siehe: Almutstraße Alt-Hermsdorf 2–3; 8; 10; 11; 27; 35; 39 | Stall, letztes Drittel 19. Jh.                                                                               |                                     |
| 09011689 | Alt-Hermsdorf 1–4, 8/10, 11, 27–30, 35–39 Almutstraße Berliner Straße 14, 19–20 (Lage) | Ortskern Hermsdorf mit Dorfanger und Straße Alt-Hermsdorf Baudenkmale siehe: Almutstraße Alt-Hermsdorf 2–3; 8; 10; 11; 27; 35; 39 | 09011703 – Alt-Hermsdorf 38, Büdnerhof Müller, 2. Hälfte 18. Jh.                                             |                                     |
| 09011689 | Alt-Hermsdorf 1–4, 8/10, 11, 27–30, 35–39 Almutstraße Berliner Straße 14, 19–20 (Lage) | Ortskern Hermsdorf mit Dorfanger und Straße Alt-Hermsdorf Baudenkmale siehe: Almutstraße Alt-Hermsdorf 2–3; 8; 10; 11; 27; 35; 39 | 09011839 – Berliner Straße 14, Kossätenwohnhaus, 2. Hälfte 18. Jh.                                           |                                     |
| 09011689 | Alt-Hermsdorf 1–4, 8/10, 11, 27–30, 35–39 Almutstraße Berliner Straße 14, 19–20 (Lage) | Ortskern Hermsdorf mit Dorfanger und Straße Alt-Hermsdorf Baudenkmale siehe: Almutstraße Alt-Hermsdorf 2–3; 8; 10; 11; 27; 35; 39 | 09011840 – Berliner Straße 19, Wohnhaus, Mitte 19. Jh. mit Vorgarteneinfriedung, Ende 19. Jh.                |                                     |
| 09011689 | Alt-Hermsdorf 1–4, 8/10, 11, 27–30, 35–39 Almutstraße Berliner Straße 14, 19–20 (Lage) | Ortskern Hermsdorf mit Dorfanger und Straße Alt-Hermsdorf Baudenkmale siehe: Almutstraße Alt-Hermsdorf 2–3; 8; 10; 11; 27; 35; 39 | rückwärtig Wohnhaus, 2. Hälfte 19. Jh.                                                                       |                                     |
| 09011820 | Backnanger Straße 3–6, 16 Schramberger Straße 32 (Lage)                                | Kolonie der Deutschen Volksbaugesellschaft eGmbH Baudenkmale siehe: Backnanger Straße 3; 4, 5                                     | Weitere Bestandteile des Ensembles:                                                                          | Weitere Bestandteile des Ensembles: |
| 09011820 | Backnanger Straße 3–6, 16 Schramberger Straße 32 (Lage)                                | Kolonie der Deutschen Volksbaugesellschaft eGmbH Baudenkmale siehe: Backnanger Straße 3; 4, 5                                     | 09011824 – Backnanger Straße 6, Mietshaus, 1900–1901                                                         |                                     |
| 09011820 | Backnanger Straße 3–6, 16 Schramberger Straße 32 (Lage)                                | Kolonie der Deutschen Volksbaugesellschaft eGmbH Baudenkmale siehe: Backnanger Straße 3; 4, 5                                     | 09011825 – Backnanger Straße 16, Mietshaus, 1902 von Ernst Fröhlich                                          |                                     |
| 09011855 | Bertramstraße 1, 3–27, 29/31 Berliner Straße 24–25 (Lage)                              | Kolonie Hermsdorf der Berliner Baugenossenschaft eGmbH Baudenkmale siehe: Bertramstraße 7/9; 11/13; 14; 15/19                     | Weitere Bestandteile des Ensembles:                                                                          | Weitere Bestandteile des Ensembles: |
| 09011855 | Bertramstraße 1, 3–27, 29/31 Berliner Straße 24–25 (Lage)                              | Kolonie Hermsdorf der Berliner Baugenossenschaft eGmbH Baudenkmale siehe: Bertramstraße 7/9; 11/13; 14; 15/19                     | 09011843 – Berliner Straße 24–25 / Bertramstraße 1, Doppelwohnhaus, 1891–1892 von W. Liefert                 |                                     |
| 09011855 | Bertramstraße 1, 3–27, 29/31 Berliner Straße 24–25 (Lage)                              | Kolonie Hermsdorf der Berliner Baugenossenschaft eGmbH Baudenkmale siehe: Bertramstraße 7/9; 11/13; 14; 15/19                     | 09011856 – Bertramstraße 3/5, Doppelwohnhaus, 1891–1892 von W. Liefert                                       |                                     |
| 09011855 | Bertramstraße 1, 3–27, 29/31 Berliner Straße 24–25 (Lage)                              | Kolonie Hermsdorf der Berliner Baugenossenschaft eGmbH Baudenkmale siehe: Bertramstraße 7/9; 11/13; 14; 15/19                     | 09011857 – Bertramstraße 4/6, Doppelwohnhaus, 1891–1892 von W. Liefert                                       |                                     |
| 09011855 | Bertramstraße 1, 3–27, 29/31 Berliner Straße 24–25 (Lage)                              | Kolonie Hermsdorf der Berliner Baugenossenschaft eGmbH Baudenkmale siehe: Bertramstraße 7/9; 11/13; 14; 15/19                     | 09011859 – Bertramstraße 8/10, Doppelwohnhaus, 1891–1892 von W. Liefert                                      |                                     |
| 09011855 | Bertramstraße 1, 3–27, 29/31 Berliner Straße 24–25 (Lage)                              | Kolonie Hermsdorf der Berliner Baugenossenschaft eGmbH Baudenkmale siehe: Bertramstraße 7/9; 11/13; 14; 15/19                     | 09011861 – Bertramstraße 12, Wohnhaus, 1891–1892 von W. Liefert                                              |                                     |
| 09011855 | Bertramstraße 1, 3–27, 29/31 Berliner Straße 24–25 (Lage)                              | Kolonie Hermsdorf der Berliner Baugenossenschaft eGmbH Baudenkmale siehe: Bertramstraße 7/9; 11/13; 14; 15/19                     | 09011864 – Bertramstraße 16/18, Doppelwohnhaus, 1900 von W. Liefert                                          |                                     |
| 09011855 | Bertramstraße 1, 3–27, 29/31 Berliner Straße 24–25 (Lage)                              | Kolonie Hermsdorf der Berliner Baugenossenschaft eGmbH Baudenkmale siehe: Bertramstraße 7/9; 11/13; 14; 15/19                     | 09011865 – Bertramstraße 20/22, Doppelwohnhaus, 1900 von W. Liefert                                          |                                     |
| 09011855 | Bertramstraße 1, 3–27, 29/31 Berliner Straße 24–25 (Lage)                              | Kolonie Hermsdorf der Berliner Baugenossenschaft eGmbH Baudenkmale siehe: Bertramstraße 7/9; 11/13; 14; 15/19                     | 09096519 – Bertramstraße 21/23, Wohnhaus, 1900 von W. Liefert                                                |                                     |
| 09011855 | Bertramstraße 1, 3–27, 29/31 Berliner Straße 24–25 (Lage)                              | Kolonie Hermsdorf der Berliner Baugenossenschaft eGmbH Baudenkmale siehe: Bertramstraße 7/9; 11/13; 14; 15/19                     | 09095326 – Bertramstraße 24/26, Wohnhaus, 1910 von W. Liefert                                                |                                     |
| 09011855 | Bertramstraße 1, 3–27, 29/31 Berliner Straße 24–25 (Lage)                              | Kolonie Hermsdorf der Berliner Baugenossenschaft eGmbH Baudenkmale siehe: Bertramstraße 7/9; 11/13; 14; 15/19                     | 09095325 – Bertramstraße 25/27, Wohnhaus, 1910 von W. Liefert                                                |                                     |
| 09011855 | Bertramstraße 1, 3–27, 29/31 Berliner Straße 24–25 (Lage)                              | Kolonie Hermsdorf der Berliner Baugenossenschaft eGmbH Baudenkmale siehe: Bertramstraße 7/9; 11/13; 14; 15/19                     | 09095231 – Bertramstraße 29/31, Wohnhaus, 1910 von W. Liefert                                                |                                     |
| 09011855 | Bertramstraße 1, 3–27, 29/31 Berliner Straße 24–25 (Lage)                              | Kolonie Hermsdorf der Berliner Baugenossenschaft eGmbH Baudenkmale siehe: Bertramstraße 7/9; 11/13; 14; 15/19                     | Ehemaliger Bestandteil des Ensembles:                                                                        |                                     |
| 09011855 | Bertramstraße 1, 3–27, 29/31 Berliner Straße 24–25 (Lage)                              | Kolonie Hermsdorf der Berliner Baugenossenschaft eGmbH Baudenkmale siehe: Bertramstraße 7/9; 11/13; 14; 15/19                     | unbekannt – Berliner Straße 26, Wohnhaus, 1910 von W. Liefert                                                |                                     |

## Denkmalbereiche (Gesamtanlagen)
| Nr.      | Lage | Offizielle Bezeichnung   | Beschreibung                                                        | Bild |
| -------- | --- | ------------------------ | ------------------------------------------------------------------- | ---- |
| 09011952 | Fellbacher Straße 18–19 Heidenheimer Straße 46 Hermsdorfer Damm 144/150 Schramberger Straße 23/27 (Lage) | Georg Herwegh-Oberschule | Hauptgebäude, 1926–1928 vom Hochbau- und Siedlungsamt Reinickendorf |      |
| 09011952 | Fellbacher Straße 18–19 Heidenheimer Straße 46 Hermsdorfer Damm 144/150 Schramberger Straße 23/27 (Lage) | Georg Herwegh-Oberschule | Sporthalle                                                          |      |
| 09011952 | Fellbacher Straße 18–19 Heidenheimer Straße 46 Hermsdorfer Damm 144/150 Schramberger Straße 23/27 (Lage) | Georg Herwegh-Oberschule | Klassentrakt mit Verbindungsbau                                     |      |
| 09011952 | Fellbacher Straße 18–19 Heidenheimer Straße 46 Hermsdorfer Damm 144/150 Schramberger Straße 23/27 (Lage) | Georg Herwegh-Oberschule | Direktorenwohnhaus, um 1930                                         |      |
| 09011996 | Glienicker Straße Schloßstraße 28A (Lage)                                                                | S-Bahnhof Hermsdorf      | Empfangsgebäude, 1908–1913 von Karl Cornelius                       |      |
| 09011996 | Glienicker Straße Schloßstraße 28A (Lage)                                                                | S-Bahnhof Hermsdorf      | Bahnsteig mit Aufbauten, 1908–1913 von Karl Cornelius               |      |
| 09011996 | Glienicker Straße Schloßstraße 28A (Lage)                                                                | S-Bahnhof Hermsdorf      | Nordtunnel, 1908–1913 von Karl Cornelius                            |      |
| 09011996 | Glienicker Straße Schloßstraße 28A (Lage)                                                                | S-Bahnhof Hermsdorf      | Südtunnel, 1895                                                     |      |
| 09011996 | Glienicker Straße Schloßstraße 28A (Lage)                                                                | S-Bahnhof Hermsdorf      | Eisenbahnerwohnhaus, 1923 von Richard Brademann                     |      |
| 09011996 | Glienicker Straße Schloßstraße 28A (Lage)                                                                | S-Bahnhof Hermsdorf      | Bahnhofsvorplatz, 1912 von Ludwig Lesser                            |      |
| 09012044 | Hillmannstraße 8/10 (Lage)                                                                               | Villenkolonie Hillmann   | Wohnhaus Nr. 8, 1895 von Hugo Behrens                               |      |
| 09012044 | Hillmannstraße 8/10 (Lage)                                                                               | Villenkolonie Hillmann   | Wohnhaus Nr. 10, 1895 von Hugo Behrens                              |      |

## Baudenkmale
| Nr.         | Lage                                                     | Offizielle Bezeichnung                                         | Beschreibung                                                                                  | Bild |
| ----------- | -------------------------------------------------------- | -------------------------------------------------------------- | --------------------------------------------------------------------------------------------- | ---- |
| 09011647    | Almutstraße (Lage)                                       | Ev. Dorfkirche Hermsdorf                                       | 1754–1756 Bestandteil des Ensembles Ortskern Hermsdorf                                        |      |
| 09011691    | Alt-Hermsdorf 2–3 (Lage)                                 | Doppelwohnhaus                                                 | 1. Hälfte 19. Jh. Bestandteil des Ensembles Ortskern Hermsdorf                                |      |
| 09011693    | Alt-Hermsdorf 8 (Lage)                                   | Wohnhaus                                                       | letztes Drittel 18. Jh. Bestandteil des Ensembles Ortskern Hermsdorf                          |      |
| 09011693    | Alt-Hermsdorf 8 (Lage)                                   | Wohnhaus                                                       | Stall, 1902 & Werkstattgebäude (Wohnhaus), Ende 19. Jh.                                       |      |
| 09011694    | Alt-Hermsdorf 10 (Lage)                                  | Kossätenhof Hermann                                            | Wohnhaus, Mitte 18. Jh. Bestandteil des Ensembles Ortskern Hermsdorf                          |      |
| 09011695    | Alt-Hermsdorf 11 (Lage)                                  | Bauernhof                                                      | Wohnhaus, 2. Hälfte 19. Jh. und 1898 Bestandteil des Ensembles Ortskern Hermsdorf             |      |
| 09011695    | Alt-Hermsdorf 11 (Lage)                                  | Bauernhof                                                      | westlicher Stall                                                                              |      |
| 09011695    | Alt-Hermsdorf 11 (Lage)                                  | Bauernhof                                                      | östlicher Stall                                                                               |      |
| 09011696    | Alt-Hermsdorf 27 (Lage)                                  | Kossätenhof Müller                                             | Wohnhaus, 2. Hälfte 18. Jh. Bestandteil des Ensembles Ortskern Hermsdorf                      |      |
| 09011696    | Alt-Hermsdorf 27 (Lage)                                  | Kossätenhof Müller                                             | Stall, 1892                                                                                   |      |
| 09011700    | Alt-Hermsdorf 35 (Lage)                                  | Gemeindeschule Hermsdorf (Heimatmuseum)                        | 1889, Erweiterung 1897–1898 von Ernst Busse (?) Bestandteil des Ensembles Ortskern Hermsdorf  |      |
| 09011700    | Alt-Hermsdorf 35 (Lage)                                  | Gemeindeschule Hermsdorf (Heimatmuseum)                        | Schulhaus auf dem Hof, 1905–1906 von Gustav Hoffmann                                          |      |
| 09011704    | Alt-Hermsdorf 39 (Lage)                                  | Büdnerhof Bruckmann                                            | Büdnerhaus, um 1752 Bestandteil des Ensembles Ortskern Hermsdorf                              |      |
| 09011704    | Alt-Hermsdorf 39 (Lage)                                  | Büdnerhof Bruckmann                                            | Großes Wohnhaus, 1884                                                                         |      |
| 09011704    | Alt-Hermsdorf 39 (Lage)                                  | Büdnerhof Bruckmann                                            | Schlachthaus, 1866                                                                            |      |
| 09011704    | Alt-Hermsdorf 39 (Lage)                                  | Büdnerhof Bruckmann                                            | Räucherhaus, 1904                                                                             |      |
| 09011804    | Am Waldpark 14 (Lage)                                    | Haus Schmidt                                                   | 1910 von Heinrich Straumer                                                                    |      |
| 09011819    | Auguste-Viktoria-Straße 30 (Lage)                        | Wohnhaus mit Remise und Vorgarteneinfriedung                   | Wohnhaus und Einfriedung, 1897 von Ernst Busse                                                |      |
| 09011819    | Auguste-Viktoria-Straße 30 (Lage)                        | Wohnhaus mit Remise und Vorgarteneinfriedung                   | Remise                                                                                        |      |
| 09011821    | Backnanger Straße 3 Schramberger Straße 32 (Lage)        | Wohnhaus                                                       | 1893 von der Deutschen Volksbaugesellschaft eGmbH Bestandteil des Ensembles Backnanger Straße |      |
| 09011822    | Backnanger Straße 4 (Lage)                               | Wohnhaus                                                       | 1895 von C. Bredereck Bestandteil des Ensembles Backnanger Straße                             |      |
| 09011823    | Backnanger Straße 5 (Lage)                               | Wohnhaus                                                       | 1899 von Ernst Busse Bestandteil des Ensembles Backnanger Straße                              |      |
| 09011848    | Berliner Straße 112 (Lage)                               | Mietshaus mit Vorgarteneinfriedung                             | 1890 von Neuendorf                                                                            |      |
| 09011849    | Berliner Straße 113 (Lage)                               | Mietshaus                                                      | um 1890                                                                                       |      |
| 09011850    | Berliner Straße 116 (Lage)                               | Wohnhaus                                                       | um 1880–1890                                                                                  |      |
| 09011851    | Berliner Straße 132 (Lage)                               | Wohnhaus                                                       | Haus, 1851 von Carl Sott                                                                      |      |
| 09011851    | Berliner Straße 132 (Lage)                               | Wohnhaus                                                       | Stall, 1891 von Carl Sott                                                                     |      |
| 09011858    | Bertramstraße 7/9 (Lage)                                 | Doppelwohnhaus                                                 | 1891–1892 von W. Liefert Bestandteil des Ensembles Bertramstraße                              |      |
| 09011860    | Bertramstraße 11/13 (Lage)                               | Doppelwohnhaus                                                 | 1891–1892 von W. Liefert Bestandteil des Ensembles Bertramstraße                              |      |
| 09011862    | Bertramstraße 14 (Lage)                                  | Wohnhaus                                                       | 1891–1892 von W. Liefert Bestandteil des Ensembles Bertramstraße                              |      |
| 09011863    | Bertramstraße 15/19 (Lage)                               | Doppelwohnhaus                                                 | 1900 von W. Liefert Bestandteil des Ensembles Bertramstraße                                   |      |
| 09011899    | Drewitzer Straße 10 (Lage)                               | Villa Fleck mit Einfriedung                                    | 1906–1907 von Ernst Fröhlich                                                                  |      |
| 09011899    | Drewitzer Straße 10 (Lage)                               | Villa Fleck mit Einfriedung                                    | Stall mit Garage, 1921 von Carl Koeppen                                                       |      |
| 09011900    | Drewitzer Straße 33 Frankendorfer Steig 9 (Lage)         | Wohnhaus                                                       | 1935 von Paul Friedrich Nieß                                                                  |      |
| 09011949    | Falkentaler Steig 16 (Lage)                              | Mietshaus mit Vorgarteneinfriedung                             | 1912 von Hugo Dietz                                                                           |      |
| 09011950    | Falkentaler Steig 18 (Lage)                              | Wohnhaus mit schmiedeeiserner Gittereinfriedung des Vorgartens | 1896 von H. Doil                                                                              |      |
| 09011950    | Falkentaler Steig 18 (Lage)                              | Wohnhaus mit schmiedeeiserner Gittereinfriedung des Vorgartens | Wohn-Nebengebäude                                                                             |      |
| 09011951    | Falkentaler Steig 98 (Lage)                              | Wohnhaus mit Vorgarteneinfriedung                              | 1905 von Josef Lückerath                                                                      |      |
| 09011951    | Falkentaler Steig 98 (Lage)                              | Wohnhaus mit Vorgarteneinfriedung                              | Monopteros, 1910 von Ernst Fröhlich                                                           |      |
| 09011953    | Fellbacher Straße 29 (Lage)                              | Mietshaus                                                      | 1903 von Albert Müller                                                                        |      |
| 09011967    | Freiherr-vom-Stein-Straße 31 Fichtestraße 11/15 (Lage)   | Gustav-Dreyer-Schule                                           | 1927–1928 vom Hochbau- und Siedlungsamt Reinickendorf                                         |      |
| 09011972    | Friedrichsthaler Weg 23 Drewitzer Straße 20 (Lage)       | Wohnhaus                                                       | 1902 von Ernst Fröhlich                                                                       |      |
| 09011972    | Friedrichsthaler Weg 23 Drewitzer Straße 20 (Lage)       | Wohnhaus                                                       | Remise                                                                                        |      |
| 09011973    | Friedrichsthaler Weg 31 (Lage)                           | Wohnhaus                                                       | 1905 von Ernst Fröhlich                                                                       |      |
| 09011974    | Frohnauer Straße 74/80 (Lage)                            | Kindersanatorium Wiesengrund                                   | 1926–1927                                                                                     |      |
| 09011974    | Frohnauer Straße 74/80 (Lage)                            | Kindersanatorium Wiesengrund                                   | Kutscherhaus                                                                                  |      |
| 09011974    | Frohnauer Straße 74/80 (Lage)                            | Kindersanatorium Wiesengrund                                   | Toilettenhaus                                                                                 |      |
| 09012029    | Heidenheimer Straße 39 Schramberger Straße 17 (Lage)     | Wohnhaus (Typenholzhaus)                                       | 1923–1924 von Höntsch & Co.                                                                   |      |
| 09012030    | Heinsestraße 23 Heidenheimer Straße 2 (Lage)             | Wohnhaus                                                       | 1924 von F. Lauchstädt                                                                        |      |
| 09012031    | Heinsestraße 24 (Lage)                                   | Feuerwache Hermsdorf                                           | 1913–1914 von Hugo Dietz                                                                      |      |
| 09012031    | Heinsestraße 24 (Lage)                                   | Feuerwache Hermsdorf                                           | Pferdestall, vom Abriss bedroht                                                               |      |
| Einfriedung |                                                          |                                                                |                                                                                               |      |
| 09012034    | Hermsdorfer Damm 149/151 (Lage)                          | Wohn- und Geschäftshaus mit Garagen                            | 1928                                                                                          |      |
| 09012035    | Hermsdorfer Damm 155 (Lage)                              | Haus Seemann                                                   | 1933–1934 von Paul G. R. Baumgarten                                                           |      |
| 09012036    | Hermsdorfer Damm 176/178 (Lage)                          | Doppelwohnhaus                                                 | 1892 von der Deutschen Volksbaugesellschaft eGmbH                                             |      |
| 09012036    | Hermsdorfer Damm 176/178 (Lage)                          | Doppelwohnhaus                                                 | rückwärtige Wirtschaftsgebäude und Gartenpavillon                                             |      |
| 09012037    | Hermsdorfer Damm 179/181 Falkentaler Steig 2 (Lage)      | ehem. Hotel mit Restaurant und Tanzsaal                        | 1897 von Schmidt                                                                              |      |
| 09012037    | Hermsdorfer Damm 179/181 Falkentaler Steig 2 (Lage)      | ehem. Hotel mit Restaurant und Tanzsaal                        | Restaurant und Tanzsaal                                                                       |      |
| 09012038    | Hermsdorfer Damm 195 Olafstraße 44/46 (Lage)             | Kath. Maria-Gnaden-Kirche                                      | 1933–1934 von Josef Bischof                                                                   |      |
| 09012038    | Hermsdorfer Damm 195 Olafstraße 44/46 (Lage)             | Pfarrhaus und Vorgarteneinfriedung                             | von Josef Bischof                                                                             |      |
| 09012039    | Hermsdorfer Damm 216 (Lage)                              | Landhaus Neunzig mit Vorgarteneinfriedung                      | 1909 von Heinrich Straumer                                                                    |      |
| 09012040    | Hermsdorfer Damm 246 (Lage)                              | Landhaus Rost                                                  | Wohnhaus mit Vorgarteneinfriedung, 1907 von Ernst Rossius v. Rhyn & Paul Reuter               |      |
| 09012043    | Hillmannstraße 4 (Lage)                                  | Villenkolonie Hillmann, Wohnhaus und Stall                     | 1905–1906 von Georg Hillmann (?), Vorgarteneinfriedung, 1915                                  |      |
| 09012049    | Hohenzollernstraße 6 Drewitzer Straße 40/42 (Lage)       | Wohnhaus mit Vorgarteneinfriedung                              | 1898–1899 von Ernst Fröhlich                                                                  |      |
| 09012082    | Junostraße 6H-6G, 7A (Lage)                              | Hermsdorfer Ton- und Zementwarenfabrik (Restaurant Seeschloß)  | Wohnhaus mit Saalbau, 1866 von Ernst Busse; Umbau zum Restaurant Seeschloß mit Kegelbahn      |      |
| 09012082    | Junostraße 6H-6G, 7A (Lage)                              | Hermsdorfer Ton- und Zementwarenfabrik (Restaurant Seeschloß)  | Fabrikgebäude und Brennofen, 1860er, 1880er, 1890er                                           |      |
| 09012082    | Junostraße 6H-6G, 7A (Lage)                              | Teilverlust: Schornstein                                       | Schornstein wurde nach Beschädigung abgetragen                                                |      |
| 09012098    | Kneippstraße 35 Drewitzer Straße Kurhausstraße 36 (Lage) | Kneipp-Kurhaus Hohenzollernbad                                 | Kurhaus, 1894–1895 von H. Engelke (siehe auch Gartendenkmal Parkanlage)                       |      |
| 09012098    | Kneippstraße 35 Drewitzer Straße Kurhausstraße 36 (Lage) | Kneipp-Kurhaus Hohenzollernbad                                 | Gieß- und Badehaus nach 1896, 1923 Umbau des Badehauses zum Wohnhaus von Otto Michaelsen      |      |
| 09012098    | Kneippstraße 35 Drewitzer Straße Kurhausstraße 36 (Lage) | Kneipp-Kurhaus Hohenzollernbad                                 | Wandelgang, 1960 erneuert                                                                     |      |
| 09012098    | Kneippstraße 35 Drewitzer Straße Kurhausstraße 36 (Lage) | Kneipp-Kurhaus Hohenzollernbad                                 | Pförtnerhaus mit Kutscherwohnung und Pferdestall                                              |      |
| 09012109    | Kurhausstraße 30–34 (Lage)                               | Dominikus-Krankenhaus                                          | Kinder- und Schwesternwohnheim, 1898–1899 von Christoph Hehl                                  |      |
| 09012109    | Kurhausstraße 30–34 (Lage)                               | Dominikus-Krankenhaus                                          | Kapelle St. Joseph, 1898–1899 von Christoph Hehl                                              |      |
| 09012109    | Kurhausstraße 30–34 (Lage)                               | Dominikus-Krankenhaus                                          | Dominikusstift, 1907–1908 von Christoph Hehl                                                  |      |
| 09012109    | Kurhausstraße 30–34 (Lage)                               | Dominikus-Krankenhaus                                          | Erweiterungsflügel, 1927-1928 von Hans Holubek (?)                                            |      |
| 09012110    | Kurhausstraße 41 (Lage)                                  | Villa Margarethe mit Vorgarteneinfriedung                      | 1898 von W. Schulz                                                                            |      |
| 09012136    | Lotosweg 33/35 (Lage)                                    | Doppelwohnhaus                                                 | 1898 von Ernst Fröhlich                                                                       |      |
| 09012137    | Lotosweg 75 (Lage)                                       | Wohnhaus                                                       | 1911 von Willy Nölte                                                                          |      |
| 09012147    | Martin-Luther-Straße 26 (Lage)                           | Wohnhaus                                                       | 1932 von Lothar Krause                                                                        |      |
| 09012176    | Olafstraße 14 (Lage)                                     | Landhaus Fischer                                               | 1907 von Hermann Muthesius                                                                    |      |
| 09012176    | Olafstraße 14 (Lage)                                     | Teilverlust: Aberkennung 2015                                  | Anbau Gartenseite, 1967–1968                                                                  |      |
| 09012177    | Olafstraße 26 (Lage)                                     | Wohnhaus                                                       | 1911 von Paul Stephanowitz                                                                    |      |
| 09012178    | Olafstraße 36/38 (Lage)                                  | Doppelwohnhaus                                                 | 1911–1912 von Walter Anger                                                                    |      |
| 09012285    | Ringstraße 17 (Lage)                                     | Haus Beckmann                                                  | 1907–1908 von Gustav Gutschow mit Max und Minna Beckmann (?)                                  |      |
| 09012286    | Ringstraße 25 (Lage)                                     | Landhaus Decker (Blockhaus) mit Vorgarteneinfriedung           | 1903–1904 von Max Krieg                                                                       |      |
| 09012333    | Schloßstraße 13 (Lage)                                   | Wohnhaus                                                       | 1898–1899 von C. Eichholz                                                                     |      |
| 09012333    | Schloßstraße 13A (Lage)                                  | Remise                                                         | 1898–1899 von C. Eichholz                                                                     |      |
| 09012336    | Schloßstraße 27 (Lage)                                   | Umformwerk Hermsdorf                                           | 1922–1925 von Richard Brademann                                                               |      |
| 09012341    | Schramberger Straße 49/51 (Lage)                         | Doppelwohnhaus                                                 | 1892 von der Deutschen Volksbaugesellschaft eGmbH                                             |      |
| 09012341    | Schramberger Straße 49/51 (Lage)                         | Doppelwohnhaus                                                 | rückwärtige Wirtschaftsgebäude                                                                |      |
| 09012344    | Schulzendorfer Straße Tegeler Straße (Lage)              | Eisenbahnbrücke                                                | 1910–1911 von der Kgl. Eisenbahndirektion Berlin                                              |      |
| 09012347    | Schulzendorfer Straße 13 (Lage)                          | Wohnhaus                                                       | 1928 von Otto Heinrich                                                                        |      |
| 09012353    | Schulzendorfer Straße 112 Zieselweg 2 (Lage)             | Siedlung Heimgart                                              | Wohnhaus, 1929 von Erwin Gutkind                                                              |      |
| 09012378    | Silvesterweg 11 (Lage)                                   | Landhaus Koeppen mit Vorgarteneinfriedung                      | 1912–1913 von Walter Koeppen                                                                  |      |
| 09012379    | Silvesterweg 17 (Lage)                                   | Wohnhaus mit Vorgarteneinfriedung                              | 1912 von Fritz Schulte                                                                        |      |
| 09012398    | Tegeler Straße 2 (Lage)                                  | Verwaltungsbau                                                 | um 1938, heute Pflegeheim                                                                     |      |
| 09012398    | Tegeler Straße 2 (Lage)                                  | Verwaltungsbau                                                 | 2 Nebengebäude                                                                                |      |
| 09012420    | Wachsmuthstraße 3 (Lage)                                 | Mietshaus                                                      | 1891 von G. Müller                                                                            |      |
| 09012421    | Wachsmuthstraße 25 Schloßstraße (Lage)                   | Ev. Apostel-Paulus-Kirche                                      | Kirche, 1934–1935 von Otto Risse                                                              |      |
| 09012421    | Wachsmuthstraße 25 Schloßstraße (Lage)                   | Ev. Apostel-Paulus-Kirche                                      | Gemeindehaus und Kindergarten, 1934–1935 von Otto Risse                                       |      |
| 09012435    | Waldseeweg 7/9 Olafstraße 25 (Lage)                      | Mietshaus mit Vorgarteneinfriedung                             | 1911 von Felix Krüger                                                                         |      |
| 09012436    | Waldseeweg 8/10 Olafstraße 23 (Lage)                     | Mietshaus mit Vorgarteneinfriedung                             | 1908 von August Conrad                                                                        |      |
| 09012437    | Waldseeweg 12 Olafstraße 20/22 (Lage)                    | Wohnhaus                                                       | Wohnhaus, 1912–1913 von C. Laxmann (?)                                                        |      |
| 09012437    | Waldseeweg 12 Olafstraße 20/22 (Lage)                    | Wohnhaus                                                       | Stall                                                                                         |      |
| 09012438    | Waldseeweg 18 Silvesterweg 13 (Lage)                     | Landhaus Brandt                                                | 1908 von Ernst Rossius v. Rhyn & Paul Reuter                                                  |      |
| 09012439    | Waldseeweg 29 (Lage)                                     | Wohnhaus                                                       | 1913–1914 von Felix Krüger                                                                    |      |
| 09012440    | Waldseeweg 40 (Lage)                                     | Wohnhaus mit Vorgarteneinfriedung                              | 1911 von W. Ackermann                                                                         |      |
| 09012441    | Waldseeweg 43/45 Solquellstraße 26 (Lage)                | Wohnhaus mit Vorgarteneinfriedung                              | 1911 von Felix Krüger                                                                         |      |
| 09012442    | Waldseeweg 47 (Lage)                                     | Wohnhaus                                                       | 1907 von Ernst Rang & Arnold Silbersdorf                                                      |      |
| 09012443    | Waldseeweg 49 (Lage)                                     | Wohnhaus                                                       | 1910 von Albert Zedewitz                                                                      |      |

## Gartendenkmale
| Nr.      | Lage                                                     | Offizielle Bezeichnung                | Beschreibung                           | Bild |
| -------- | -------------------------------------------------------- | ------------------------------------- | -------------------------------------- | ---- |
| 09046241 | Kneippstraße 35 Drewitzer Straße Kurhausstraße 36 (Lage) | Parkanlage des St. Josefs-Altenheimes | (siehe auch Baudenkmal Kneipp-Kurhaus) |      |

## Ehemalige Denkmale
| Nr.       | Lage                                                                             | Offizielle Bezeichnung | Beschreibung                                                          | Bild |
| --------- | -------------------------------------------------------------------------------- | ---------------------- | --------------------------------------------------------------------- | ---- |
| unbekannt | Alt-Hermsdorf (Lage)                                                             | Archäologische Befunde | Ausgrabungen auf Grundstücken Alt-Hermsdorf 8-10                      |      |
| unbekannt | Am Buchenberg 2–8, 10/12, 13–15, 18A–B, 22, 28 Martin-Luther-Straße 33/45 (Lage) | Siedlung Waldfried     | 1935–1936 von Hermann Schluckebier; nach 2001 Denkmalstatus aberkannt |      |